# Burmesisk pyton
Burmesisk pyton (Python bivittatus) är en ormart som tillhör familjen pytonormar och släktet python. Den är en av de fem största ormarterna i världen. Fram till 2009 var den klassificerad som en underart till tigerpytonormen, men räknas numera som en egen art.

## Beskrivning
Den burmesiska pytonormen är en mörkfärgad orm med många bruna fläckar längst ryggen. Den förväxlas ibland med den afrikanska klippytonormen på grund av den liknande färgen, men deras mönster är skiljaktiga. Klippytonormen kan generellt skiljas genom sin smalare bemönstring medan den burmesiska pytonormen har en tjock bemönstring av fläckar, liknande dem som finnes på giraffer. I det vilda blir den burmesiska pytonormen vanligen upp till 3,7 meter lång, men exemplar på över fyra meter har också påträffats.

## Utbredning
Burmesisk pyton finns naturligt i Sydostasien, såsom östra Indien, Nepal, västra Bhutan, sydöstra Bangladesh, Myanmar, Thailand, Laos, Kambodja, Vietnam, norra kontinentala Malaysia, Kinas sydligaste delar (Fujian, Jiangxi, Guangdong, Hainan, Guangxi och Yunnan), Hongkong och i Indonesien på Java, södra Sulawesi, Bali och Sumbawa. Men efter att burmesiska pytonormar rymt från fångenskap i större mängder har den även börjat etablera sig i Florida i USA. Den påträffas oftast i eller nära vattendrag, men har även hittats i träd.

## Föda
Likt andra pytonormar dödar den sitt byte genom att ringla sin kropp omkring det och krama det till döds. Dess föda består främst av fåglar och däggdjur i lämplig storlek. Det har även hänt att de har dödat och ätit alligatorer i Florida, där de är en invasiv art.

## I fångenskap

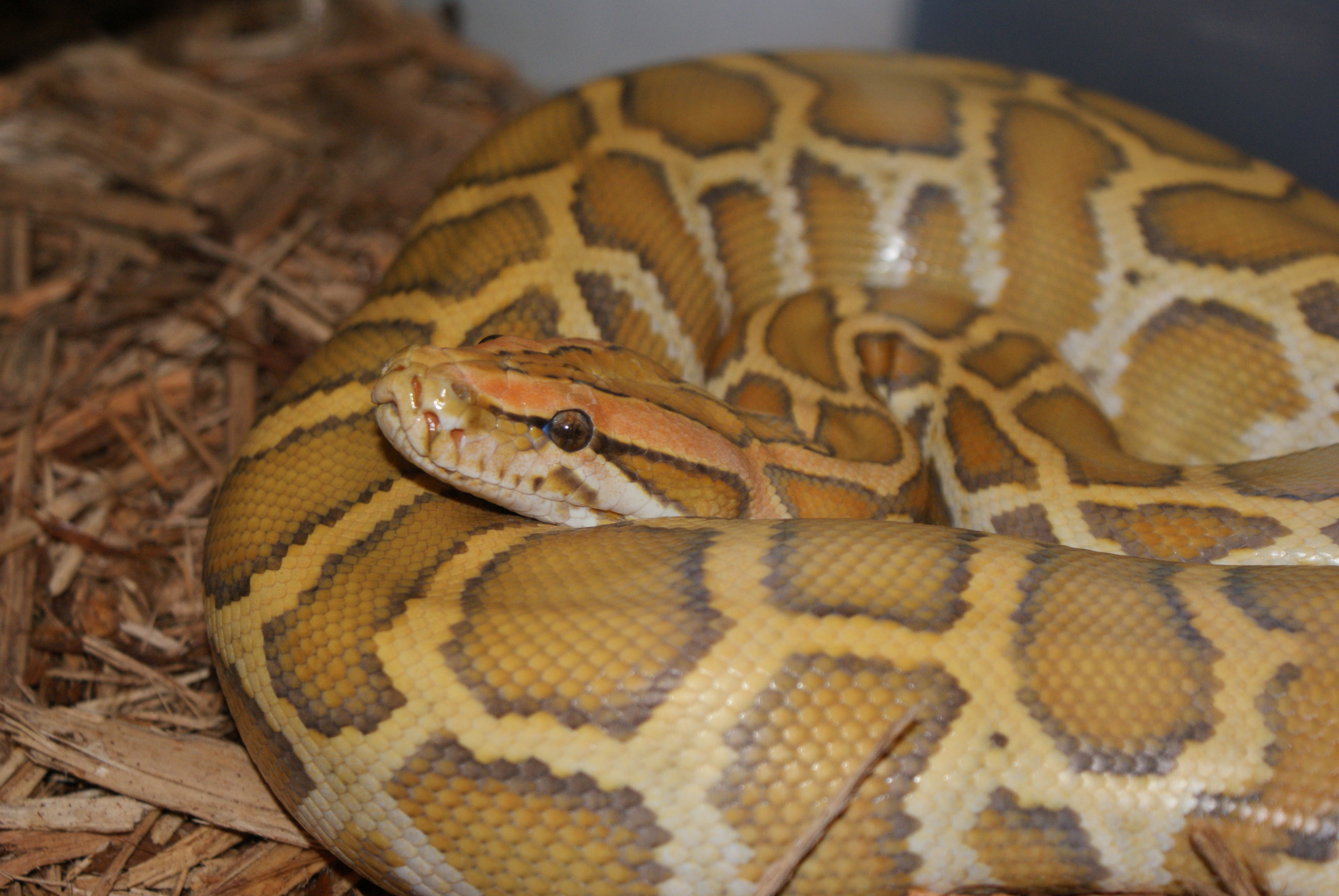
Burmesiska pytonormar i fångenskap har ibland ljusare färger.

Burmesiska pytonormar säljs ofta som husdjur och har blivit populära genom sin bemönstring och till synes lättsamma natur. Även om de har rykte om att vara fogliga kan de vålla till allvarliga bett och till och med döda en ägare genom att krama ihjäl denne. Detta har ibland hänt när ormen inte har blivit matad ordentligt, vilket resulterar i att den kan döda och svälja vad den än lyckas komma åt. I fullvuxen ålder kan den konsumera stora mängder mat, och på grund av sin storlek och de dyra bytesdjur den kan kräva har en del oansvariga ägare släppt ut den i naturen i Florida där den sedan har etablerat sig.

### Attacker mot människor
I Oxford, Florida, rymde en burmesisk pyton med namnet Gypsy från sitt terrarium och dödade sin ägares tvååriga dotter, Shaiunna. Ormen hittades på morgonen i juli 2009 med sina slingor omkring flickans kropp och var på väg att svälja henne. Flickans styvfar fick ormen att släppa sitt grepp genom att hugga den med en kniv, men flickan var redan död. Flickans mor, Jaren Hare, och hennes pojkvän dömdes till 12 års fängelse för vållande till barns död för att de inte hade hållit ormen ordentligt instängd i dess terrarium när de hade ett hjälplöst barn i huset. Man förmodade även att ormen inte hade matats ordentligt på grund av dess magerhet.
I ett annat fall dödade en burmesisk pyton en lärling på Caracas Zoo i Venezuela. Lärlingen, den 29-årige Erick Arrieta, bröt då mot anläggningens regler genom att öppna ormens inhägnad under sitt nattskift. Den tre meter långa ormen hade då tagit sig ut, bitit och kramat ihjäl honom. Lokala medier rapporterade att förskräckta kollegor var tvungna att slå ormen för att den skulle släppa taget om Erick, vars huvud den redan hade börjat svälja. Ormen var vid denna tid relativt nydonerad till zoot. Detta hände i augusti 2008.
I oktober 1996 blev den 19-årige Grant Williams dödad av sin egen burmesiska pyton i stadsdelen Bronx i New York. Ormens ägare var två bröder som hoppades på att göra karriär i att föda upp reptiler. En granne hittade en av bröderna, Grant, på eftermiddagen i en pöl av blod i sin lägenhets hall, med ormens slingor omkring sig. En ambulanspersonal tillkallades till platsen som frigjorde den unge mannen från ormen, men Grant dödsförklarades på platsen.